# Партизанський генерал
Партизанський генерал — український документальний фільм про Сидіра Ковпака. Автор і ведучий: Андрій Дмитрук.

## Інформація про фільм
Два Георгіївських хрести за віру, царя та Вітчизну і дві Георгіївські медалі йому особисто вручав імператор Микола ІІ. А двома Золотими Зірками Героя Радянського Союзу разом з двома орденами Леніна нагороджував Йосиф Сталін. Обидва ці факти біографії вмістилися в одну долю на ім'я Сидір Артемович Ковпак.
Сидір Ковпак на початку Великої Вітчизняної в тилу ворога пішов у ліси, зумів із розрізнених партизанських загонів Сумщини створити багатотисячне з'єднання. Бійці лісового фронту пускали під укіс ешелони, підривали мости, громили німецькі комендатури й штаби, поліцію, польову жандармерію, відважно зав'язували бої навіть з регулярними частинами вермахту.
З'єднання під командуванням Ковпака прославилося своїми стокілометровими рейдами у тилах німецьких загарбників. У рейді з Брянських лісів на Правобережну Україну ковпаківці з боями пройшли Гомельську, Пінську, Волинську, Рівненську, Житомирську та Київську області. Сорок третього року вони прорвалися навіть у далекі Карпати, спалили в Карпатському рейді запаси нафти і нафтопромисли, що постачали пальним гітлерівську армію.
Після війни Сидір Артемович Ковпак був членом Верховного суду УРСР, з 1947 — членом Президіуму Верховної Ради Української РСР і депутатом Верховної Ради УРСР.